# Dypsis nodifera
Dypsis nodifera är en enhjärtbladig växtart som beskrevs av Carl Friedrich Philipp von Martius. Dypsis nodifera ingår i släktet Dypsis och familjen Arecaceae. IUCN kategoriserar arten globalt som livskraftig. Inga underarter finns listade i Catalogue of Life.